# دینا اندروز
کارور دِینا اندروز (انگلیسی: Dana Andrews; ۱ ژانویهٔ ۱۹۰۹ – ۱۷ دسامبر ۱۹۹۲) هنرپیشه اهل ایالات متحده آمریکا بود.

## فیلم‌شناسی
از فیلم‌ها یا برنامه‌های تلویزیونی که در آن نقش داشته می‌توان به مرداب، عزیز، توپ آتش، فرودگاه ۱۹۷۵، لورا، دل نادان من، وسوسه شیطانی و آخرین سرمایه‌دار بزرگ اشاره کرد.